# Patrick van Balkom
Patrick van Balkom (ur. 14 września 1974) – holenderski lekkoatleta, sprinter.

## Osiągnięcia
- srebro Uniwersjady (bieg na 200 m Palma de Mallorca 1999)
- brązowy medal Halowych Mistrzostw Świata w Lekkoatletyce (bieg na 200 m Lizbona 2001)
- brąz podczas Mistrzostw Świata (sztafeta 4 × 100 m Paryż 2003)

Patrick van Balkom zakończył karierę w 2006.

## Rekordy życiowe
- bieg na 100 m – 10,23 (1998)/10,06 (2000) – wynik uzyskany przy nieprzepisowym wietrze
- bieg na 200 m – 20,36 (1999 & 2000 & 2001)
- bieg na 300 m – 33.12 (1997)
- bieg na 400 m – 46,50 (2002)
- bieg na 60 m (hala) – 6,70 (1997)
- bieg na 200 m (hala) – 20,77 (2001) rekord Holandii